# Aspilota propeminimam
Aspilota propeminimam är en stekelart som beskrevs av Fischer, Tormos, Pardo och Asis 2008. Aspilota propeminimam ingår i släktet Aspilota och familjen bracksteklar. Inga underarter finns listade.